# Suzlon Energy
Suzlon Energy Ltd. — індійська машинобудівна компанія, найбільший в Азії (і один з найбільших в світі) виробник вітрогенераторів. У 2008 році компанія займала 10,5 % світового ринку вітрогенераторів, перебуваючи на п'ятому місці за цим показником. До кінця 2008 року Suzlon Energy виробила вітрогенераторів сумарною потужністю понад 8000 МВт.

## Історія
Компанія заснована в 1995 році підприємцем Тулсі Танті. Чисельність співробітників становила 20 осіб. Тулсі Танті в той час володів текстильним бізнесом, але через деякий час вийшов з нього. Suzlon Energy стала однією з найбільших в світі компаній — виробників обладнання для вітроенергетики, а Танті став одним з найбагатших людей Індії.
16 березня 1996 року Suzlon Energy запустила в експлуатацію свою першу вітряну установку потужністю 270 кВт.
8 січня 2000 року Suzlon Energy запустила в експлуатацію свою першу вітряну електростанцію потужністю 50 МВт.
30 грудня 2000 року встановлено перший вітрогенератор потужністю 1 МВт.
23 вересня 2005 року проведено процедуру ППП. Акції розміщені на індійських біржах: Бомбейська фондова біржа (BSE) і Національна фондова біржа Індії (NSE). Suzlon в результаті публічного розміщення акцій залучив 15 млрд рупій (близько $ 337 млн). Попит перевищив пропозицію в 46 разів.
31 липня 2006 року — сумарна потужність вітрових електростанцій, побудованих Suzlon Energy в Індії, досягла 2 тис. МВт.
29 вересня 2007 року — сумарна потужність вітрових електростанцій, побудованих Suzlon Energy в Індії, досягла 3 тис. МВт.
У 2010 році компанія вийшла на шосте місце в світі за сумарною потужністю, виробленого за рік обладнання для вітроенергетики — 2736 МВт.
17 січня 2017 року Suzlon Energy досягла 10 тис. МВт, вітрової енергії в Індії.

## Діяльність
Suzlon Energy веде свою діяльність в 20 країнах: Німеччині, США, Індії, Китаї, Італії, Австралії, Данії, Нідерландах, Бельгії, Португалії, Туреччині, Канаді, Греції та інших.
У компанії працює 13 тис. співробітників. Компанія володіє 10 заводами в Індії, заводом з виробництва лопатей в США, заводом з виробництва трансмісій в Бельгії, одним заводом в Китаї.
На 22 жовтня 2007 року портфель замовлень компанії складався з вітрогенераторів загальною потужністю 3251 МВт на загальну суму $ 4106 млн.

## Продукція
Suzlon Energy виробляє промислові вітрогенератори потужністю від 350 кВт до 2,1 МВт.

## Основні власники
Основний акціонер Suzlon Energy — Тулсі Танті. Він контролює 70% акцій компанії.